# Lol Creme
Laurence Neil Lol Creme (Prestwich, Engeland, 19 september 1947) is een Engelse muzikant en muziekvideoregisseur, en een van de oorspronkelijke leden van de artrockband 10cc.
Op de kunstacademie ontmoette hij Kevin Godley. Ze werden samen lid van verschillende bands, waaronder Hotlegs en 10cc. In 1976 verlieten ze 10cc en gingen ze musiceren en muziekvideo's regisseren als Godley & Creme. Ze werden samen genomineerd voor een Grammy Award for Best Long Form Music Video voor The Police: Synchronicity Concert in 1986.
Na de breuk met Godley regisseerde Creme in 1991 de Jamaicaanse film The Lunatic.
In 1998 werd hij samen met Trevor Horn lid van de band The Art of Noise.
- Bibsys: 43626
- Biblioteca Nacional de España: XX897446
- Bibliothèque nationale de France: cb14013995n (data)
- Gemeinsame Normdatei: 134352203
- International Standard Name Identifier: 0000 0000 5947 499X
- Library of Congress Control Number: n92018422
- MusicBrainz: 49b4ba82-fb3d-4a03-ad4c-b802b2498d8f
- Nationale Bibliotheek van Tsjechië: xx0078385
- Nationale Bibliotheek van Israël: 987007409532705171
- Union List of Artist Names: 500473861
- Virtual International Authority File: 17420128
- WorldCat: E39PBJyxprfv3DtPq3v4X7TmBP

Graham Gouldman · Eric Stewart · Kevin Godley · Lol Creme

Paul Burgess · Rick Fenn · Stuart Tosh · Duncan Mackay · Tony O'Malley